# Diego Olsina
Diego Alberto Olsina (ur. 22 kwietnia 1978 w Santa Fe) – argentyński piłkarz z obywatelstwem meksykańskim występujący na pozycji napastnika, obecnie zawodnik Tijuany.

## Kariera klubowa
Olsina rozpoczynał swoją piłkarską karierę w trzecioligowym zespole Tiro Federal z siedzibą w mieście Rosario. W seniorskiej drużynie zadebiutował w wieku 21 lat i spędził w niej kolejne trzy sezony na szczeblu Torneo Argentino A, nie zdołając awansować na zaplecze najwyższej klasy rozgrywkowej. W lipcu 2002 przeszedł do innego trzecioligowca i zarazem rywala zza miedzy, Central Córdoba, którego barwy reprezentował z kolei przez pół roku w rozgrywkach Primera B Metropolitana. Wiosną 2003 wyjechał do Meksyku, gdzie spędził resztę swojej piłkarskiej kariery, przyjmując tamtejsze obywatelstwo. Początkowo podpisał kontrakt z drugoligowym Nacionalem de Tijuana. Tam także występował przez sześć miesięcy, po czym przeszedł do klubu Mérida FC, także grającego w drugiej lidze meksykańskiej, gdzie szybko został czołowym strzelcem ekipy. Latem 2004 przeszedł do drużyny Delfines de Coatzacoalcos, w której barwach nie osiągnął żadnego sukcesu zespołowego, jednak podczas wiosennych rozgrywek Clausura 2006 został królem strzelców Primera División A z piętnastoma bramkami na koncie.
Latem 2006, po rozwiązaniu klubu, Olsina przeniósł się do zespołu Guerreros de Tabasco, któremu władze Delfines sprzedały swoją licencję na występy w drugiej lidze. Po upływie pół roku zasilił Club Tijuana, w którym jednak zatracił swoją strzelecką skuteczność i przez półtora roku gry w tej ekipie tylko dwukrotnie wpisał się na listę strzelców, wobec czego został wypożyczony na okres roku do innego drugoligowca, Méridy. W sezonie Clausura 2009, będąc podstawowym piłkarzem drużyny, wygrał z nim rozgrywki ligowe, co wobec porażki w decydującym dwumeczu z Querétaro nie zaowocowało jednak awansem do najwyższej klasy rozgrywkowej. W lipcu 2009 został wypożyczony po raz kolejny, tym razem do CD Irapuato, gdzie również wywalczył sobie miejsce w wyjściowej jedenastce i podczas rozgrywek Apertura 2009 dotarł z nim do dwumeczu finałowego drugiej ligi.
Kolejnym klubem, którego barwy reprezentował Olsina, był niżej notowany Albinegros de Orizaba, gdzie występował na zasadzie wypożyczenia przez pół roku, po czym udał się na kolejne wypożyczenie, tym razem półtoraroczne, do Correcaminos UAT z miasta Ciudad Victoria. Tam w sezonie Apertura 2011 wygrał drugą ligę meksykańską, jednak ponownie nie udało mu się awansować do pierwszej ligi, gdyż tym razem jego zespół poległ w dwumeczu z Leónem. W lipcu 2012 powrócił do Tijuany, która w międzyczasie zdołała już wywalczyć historyczny awans do najwyższej klasy rozgrywkowej. W meksykańskiej Primera División zadebiutował po niemal dziesięciu latach gry w tym kraju, 17 sierpnia 2012 w wygranym 2:1 spotkaniu z Tigres UANL.
| Sezon     | Klub                      | Kraj      | Rozgrywki               | Mecze | Bramki |
| --------- | ------------------------- | --------- | ----------------------- | ----- | ------ |
| 1999/2000 | Tiro Federal              | Argentyna | Torneo Argentino A      |       |        |
| 2000/2001 | Tiro Federal              | Argentyna | Torneo Argentino A      |       |        |
| 2001/2002 | Tiro Federal              | Argentyna | Torneo Argentino A      |       |        |
| 2002/2003 | Central Córdoba           | Argentyna | Primera B Metropolitana |       |        |
| 2002/2003 | Nacional de Tijuana       | Meksyk    | Liga de Ascenso         | 17    | 5      |
| 2003/2004 | Mérida FC                 | Meksyk    | Liga de Ascenso         | 28    | 15     |
| 2004/2005 | Delfines de Coatzacoalcos | Meksyk    | Liga de Ascenso         | 37    | 14     |
| 2005/2006 | Delfines de Coatzacoalcos | Meksyk    | Liga de Ascenso         | 38    | 25     |
| 2006/2007 | Guerreros de Tabasco      | Meksyk    | Liga de Ascenso         | 17    | 9      |
| 2006/2007 | Club Tijuana              | Meksyk    | Liga de Ascenso         | 16    | 0      |
| 2007/2008 | Club Tijuana              | Meksyk    | Liga de Ascenso         | 25    | 2      |
| 2008/2009 | Mérida FC                 | Meksyk    | Liga de Ascenso         | 40    | 12     |
| 2009/2010 | CD Irapuato               | Meksyk    | Liga de Ascenso         | 29    | 3      |
| 2010/2011 | Albinegros de Orizaba     | Meksyk    | Liga de Ascenso         | 20    | 3      |
| 2010/2011 | Correcaminos UAT          | Meksyk    | Liga de Ascenso         | 11    | 0      |
| 2011/2012 | Correcaminos UAT          | Meksyk    | Liga de Ascenso         | 40    | 14     |
| 2012/2013 | Club Tijuana              | Meksyk    | Primera División        |       |        |